# Ґолембево (Куявсько-Поморське воєводство)
Ґолембево (пол. Gołębiewo) — село в Польщі, у гміні Радзинь-Хелмінський Ґрудзьондзького повіту Куявсько-Поморського воєводства.
Населення — 210 осіб (2011).
У 1975-1998 роках село належало до Торунського воєводства.

## Демографія
Демографічна структура станом на 31 березня 2011 року:
|          | Загалом | Допрацездатний вік | Працездатний вік | Постпрацездатний вік |
| -------- | ------- | ------------------ | ---------------- | -------------------- |
| Чоловіки | 101     | 32                 | 62               | 7                    |
| Жінки    | 109     | 23                 | 62               | 24                   |
| Разом    | 210     | 55                 | 124              | 31                   |